# Malmfältens folkhögskola
Malmfältens folkhögskola är en folkhögskola i Kiruna.
Skolan erbjuder allmänna kurser, seniorkurser, svenska för invandrare och särskilda kurser. Ett internat finns tillgängligt för skolans elever samt för studerande vid Rymdgymnasiet. Övriga kurser och konferenser hålls ofta i någon av skolans lokaler.
Huvudmän för Malmfältens folkhögskola är Kiruna kommun, Gällivare kommun, Pajala kommun, Arbetarnas bildningsförbund Norr, LO-distriktet Norrbotten samt Föreningen Norden Norrbotten.